# Есмералда (округ, Невада)
Шаблон:StateAbbr_ 37°47′05″ пн. ш. 117°37′57″ зх. д. / 37.7847° пн. ш. 117.63237° зх. д.
Округ  Есмералда (англ. Esmeralda County) — округ (графство) у штаті  Невада, США. Ідентифікатор округу 32009.

## Історія
Округ утворений 1861 року.

## Демографія
За даними перепису 
2000 року 
загальне населення округу становило 971 осіб, усе сільське.
Серед мешканців округу чоловіків було 537, а жінок — 434. В окрузі було 455 домогосподарств, 260 родин, які мешкали в 833 будинках.
Середній розмір родини становив 2,79.
Віковий розподіл населення поданий у таблиці:
| Стать    | До 15 років | 15-21 | 22-29 | 30-39 | 40-49 | 50-65 | 65-85 | Понад 85 |
| -------- | ----------- | ----- | ----- | ----- | ----- | ----- | ----- | -------- |
| Чоловіки | 88          | 55    | 32    | 61    | 79    | 128   | 88    | 6        |
| Жінки    | 65          | 31    | 33    | 47    | 68    | 117   | 63    | 10       |

## Суміжні округи
- Най — схід
- Іньйо, Каліфорнія — південь
- Моно, Каліфорнія — захід
- Мінерал — північний захід

## Виноски
1. ↑  U.S. Decennial Census. United States Census Bureau. Архів оригіналу за 26 квітня 2015. Процитовано 20 грудня 2014.
2. ↑  Historical Census Browser. University of Virginia Library. Архів оригіналу за 11 серпня 2012. Процитовано 20 грудня 2014.
3. ↑  Population of Counties by Decennial Census: 1900 to 1990. United States Census Bureau. Архів оригіналу за 3 квітня 2015. Процитовано 20 грудня 2014.
4. ↑  Census 2000 PHC-T-4. Ranking Tables for Counties: 1990 and 2000 (PDF). United States Census Bureau. Архів оригіналу (PDF) за 18 грудня 2014. Процитовано 20 грудня 2014.
5. ↑  State & County QuickFacts. United States Census Bureau. Архів оригіналу за 6 червня 2011. Процитовано 23 вересня 2013.(англ.) Наведено за англійською вікіпедією.
6. ↑  American FactFinder. Бюро перепису населення США. Архів оригіналу за 21 травня 2008. Процитовано 31 січня 2008.

| США | Це незавершена стаття з географії США. Ви можете допомогти проєкту, виправивши або дописавши її. |